# こどもにんぎょう劇場
『こどもにんぎょう劇場』（こどもにんぎょうげきじょう）は、1990年4月2日から2011年3月7日までNHK教育テレビ（Eテレ）で放送した人形劇番組である。
なお、2020年7月24日から9月25日まで、Eテレで再放送した『こどもにんぎょう劇場セレクション』（こどもにんぎょうげきじょうセレクション）も併せて後述する。
本文中の放送時間はすべて日本標準時（JST）。また特記のない限り、放送期間・放送時間はNHK教育・東京（関東広域圏）でのそれに準拠するものとする。

## 概要
子供たちの豊かな感性と、健やかな想像力を育てることを狙いとして、内外の昔話や名作、それに現代の優れた創作童話から人形劇の表現に相応しいものを選んで放送した。
幼稚園・保育所の時間の『にんぎょうげき』と小学校低学年国語向け学校放送『おとぎのへや』を統合して開始した。幼稚園・保育所の時間と小学1年国語向け学校放送、両方の対象番組となっていた。
2000年度よりステレオ放送、2005年度より字幕放送を実施の上で放送した。　
「幼稚園・保育所の時間」枠解消のため、2011年3月11日の再放送をもって21年間に渡る放送を終了した。

## 主な放送作品
ほとんどの作品が前番組の『にんぎょうげき』や『おとぎのへや』の再放送で占められていたが、時々新作を発表していた。
- タイムマシンのぼうけん
- パンをふんだ娘
- 太陽の子またらべ
- 牛方と山姥
- 鼻（ゴーゴリ作）
- 瓜子姫（うりこひめこ、うりこひめとあまんじゃく）
- 小さい魔女
- 霊芝草
- 赤頭巾
- 石の裁判
- 兎と亀
- 一休さん
- 浦島太郎
- 王様の耳はロバの耳
- 猫檀家（どら猫と和尚さん）
- 狼と七匹の子やぎ
- おばけのケンムン
- おむすびころりん
- かぐや姫
- かさじぞう
- かちかち山
- 海底二万里
- 片足だちょうのエルフ
- きかんしゃやえもん
- 蜘蛛の糸
- 賢者の贈り物
- 附子（こぞうのおるすばん）
- 寿限無（じゅげむじゅげむ）
- 幸福な王子
- ごんぎつね
- 西遊記
- さるかに合戦
- 三匹のやぎのがらがらどん
- 三枚のおふだ
- 紳士とオバケ氏
- 爺さん岩の宝
- セロ弾きのゴーシュ
- 大工と鬼六
- たのきゅう
- 鶴の恩返し
- 手袋を買いに
- 天狗のかくれみの
- 天狗のうちわ
- ともだちだもん
- どんぐりと山ねこ
- 泣いた赤鬼
- ねずみのすもう
- ハーメルンの笛吹き
- 花咲かじいさん
- バラモンとトラとジャッカル
- ふしぎなひしゃく
- 天女の羽衣
- ふたりはともだち（かえるくん・がまくんシリーズ）
- ふるやのもり
- ブレーメンの音楽隊
- マッチ売りの少女
- 二人のお母さん
- ものぐさ太郎
- 東海道中膝栗毛（やじさんきたさん）
- 座敷童子
- ゆきおんな
- わんわんパラダイス
- イソップ物語（イソップとキツネ）

## 放送時間

### 本放送
- 1990年度 - 2010年度：月曜日 10:30 - 10:45

### 再放送
- 1990年度：木曜日 10:45 - 11:00、金曜日 16:00 - 16:15、土曜日 9:15 - 9:30
- 1991年度：木曜日 10:45 - 11:00、金曜日 16:15 - 16:30、土曜日 9:15 - 9:30
- 1992年度 - 1996年度：土曜日 9:15 - 9:30
- 1997年度 - 2003年度：木曜日 9:15 - 9:30
- 2004年度 - 2008年度：金曜日 9:15 - 9:30
- 2009年度：なし
- 2010年度：金曜日 9:15 - 9:30

#### 上記以外の枠での再放送
- 1990年12月17日 - 12月22日：月曜日 - 土曜日 9:00 - 9:15
- 1991年3月18日 - 3月27日：月曜日 - 土曜日 9:00 - 9:15 ※21日を除く。
- 1991年7月22日 - 8月3日：月曜日 - 土曜日 9:00 - 9:15
- 1991年12月16日 - 12月21日：月曜日 - 土曜日 9:00 - 9:15
- 1991年12月30日：月曜日 9:00 - 9:15
- 1992年1月4日：土曜日 9:00 - 9:15
- 1992年3月16日 - 3月28日：月曜日 - 土曜日 9:00 - 9:15 ※20日を除く。
- 1992年7月20日 - 8月1日：月曜日 - 土曜日 9:00 - 9:15
- 1992年8月10日：月曜日 9:00 - 9:15
- 1992年8月14日：金曜日 9:00 - 9:15
- 1992年8月17日 - 8月22日：月曜日 - 土曜日 9:00 - 9:15
- 1996年1月1日・1月2日：月曜日・火曜日 9:00 - 9:15
- 1996年1月3日：水曜日 8:55 - 9:10
- 1996年7月29日 - 8月2日：月曜日 - 金曜日 10:30 - 10:45
- 1996年12月30日：月曜日 16:05 - 16:20
- 1997年3月24日 - 3月29日：月曜日 - 土曜日 9:15 - 9:30
- 1999年12月30日：木曜日 10:30 - 11:00 ※2回分放送。
- 2003年1月1日・1月2日：水曜日・木曜日 8:30 - 9:00 ※2回分放送。
- 2004年8月20日：金曜日 9:45 - 10:00
- 2005年10月8日 - 2006年3月25日：隔週土曜日 17:25 - 17:40 ※2005年12月31日を除く。
- 2008年3月24日：月曜日 10:25 - 10:40
- 2008年3月28日：金曜日 9:40 - 9:55

#### レギュラー放送終了後の再放送
- 2011年3月22日[4] - 3月25日[5]：火曜日 - 金曜日 10:30 - 10:45
- 2014年5月17日：土曜日 15:00 - 15:45 ※3回分放送[6]。
- 2015年7月25日：土曜日 16:30 - 17:00 ※2回分放送[7]。
- 2019年8月4日：日曜日 0:30 - 1:00 ※2回分放送[8]。

## 再放送番組

### こどもにんぎょう劇場セレクション
Eテレで、2020年7月24日 - 9月25日の間、金曜日9:15 - 9:25に放送した。なお、番組終了直後、これらの配信についてはNHK for Schoolのサイト内でも視聴することができる。

#### 放送作品
| #  | 放送日        | タイトル                 |
| -- | ------------- | ------------------------ |
| 1  | 2020年7月24日 | てんぐのかくれみの       |
| 2  | 2020年7月31日 | 賢者のおくりもの         |
| 3  | 2020年8月7日  | たのきゅう               |
| 4  | 2020年8月14日 | タイムマシンのぼうけん   |
| 5  | 2020年8月21日 | かたあしだちょうのエルフ |
| 6  | 2020年8月28日 | ハーメルンのふえふき男   |
| 7  | 2020年9月4日  | 三枚のお札               |
| 8  | 2020年9月11日 | ねずみのすもう           |
| 9  | 2020年9月18日 | くもの糸                 |
| 10 | 2020年9月25日 | ないたあかおに           |